# Roel Boer
Roelof Lucas (Roel) Boer (21 december 1944 - Amersfoort, 24 april 2018) was een Nederlands politicus van het CDA.
Van 1981 tot 1988 was hij bestuurder bij het Christelijk Nationaal Vakverbond (CNV) en van 1987 tot 1991 was Boer lid van de Provinciale Staten van Utrecht. In 1990 werd hij wethouder in Amersfoort wat hij tot 2001 zou blijven vanaf welk jaar hij actief was met zijn eigen adviesbureau. Van december 2004 tot september 2006 was Boer waarnemend burgemeester van Woudenberg. Vanaf 8 januari 2009 was Boer Heemraad van het Waterschap Vallei & Eem. Na de fusie met het waterschap Veluwe heeft hij tot het voorjaar van 2015 deel uitgemaakt van het Algemeen Bestuur van het waterschap Vallei en Veluwe.
Boer, Ridder in de Orde van Oranje-Nassau, overleed op 73-jarige leeftijd en werd op 2 mei 2018 gecremeerd op Begraafplaats Rusthof te Leusden.